# المجلس الأعلى للإبداع والتميز
المجلس الأعلى للإبداع والتميز هو مؤسسة حكومية غير وزارية فلسطينية تأسست وفق المرسوم رقم 7 لسنة 2012 وتتبع رئيس اللجنة التنفيذية لمنظمة التحرير الفلسطينية. تُعد مدينة القدس المقر الدائم للمجلس، وتُعد حاليًا مدينة رام الله المقر المؤقت له. يرأس مجلس الإدارة عدنان سمارة منذ تأسيس المجلس ويُعد حسين الأعرج نائبًا له.

## مجالس الإدارة
بين عامي 2012 و2024، تشكل المجلس من 30 عضوًا، وفي فبراير 2024، عُدل المرسوم رقم 7 لسنة 2012 في 29 فبراير 2024، وأصبح المجلس يتكون من عضوية 30 إلى 50 شخصًا.
يُعد أنطوان زحلان رئيسًا فخريًا للمجلس الأول والثاني.

### المجلس الأول (4 سبتمبر 2012–3 فبراير 2018)
1. عدنان سمارة (رئيسًا للمجلس)
2. حسين الأعرج (نائبًا لرئيس المجلس)
3. رياض عبد الهادي مشعل
4. مروان عورتاني
5. صبري صيدم
6. كريم عبد المجيد طهبوب
7. عماد هودلي
8. عاطف قصراوي
9. عبد الكريم نزار سهمود
10. غسان أبو حجلة
11. مازن نايف سلمان
12. مازن قمصية
13. سامي جبر
14. محمد سفيان سرداح
15. عدنان اللحام
16. فلاح كتاني
17. عبد الله قاسم اللحلوح
18. بدر أبو زهرة
19. جاد إلياس باسيل إسحق
20. مروان عبد الحميد
21. حسن قاسم
22. عارف الحسيني
23. محمد المسروجي
24. ناجي المرداوي
25. أيمن صبيح
26. زياد طعمة
27. عماد الخطيب
28. إبراهيم برهم

### المجلس الثاني (3 فبراير 2018–1 أبريل 2024)
1. عدنان سمارة (رئيسًا للمجلس)
2. حسين الأعرج (نائبًا لرئيس المجلس)
3. رياض الخضري
4. علام سعيد موسى
5. علا عوض
6. عماد الخطيب
7. بصري أحمد صالح
8. عبد الله قاسم صالح
9. إيهاب سمير قبج
10. علي عمر ذوقان
11. جمال فؤاد حداد
12. ميسون محمد إبراهيم
13. سائد راجي الكوني
14. ماهر عبد الرزاق أبو عيد النتشة
15. كمال العبد الشرافي
16. عبد الرحيم الناصر القدومي
17. عوني أحمد الخطيب
18. صفاء ناصر الدين
19. عصام جورج اسحق
20. رمزي عبد قواسمي
21. عاطف القصراوي
22. عماد سابا الهودلي
23. مي عبد الحافظ المغثة
24. فادي سعيد قطان
25. مازن نايف سلمان
26. أحمد محمد أحمد أبو هنية
27. عبد الرؤوف المناعمة
28. عبد الكريم المدهون
29. علي أحمد منصور
30. أحمد عيسى.
31. جاد إلياس باسيل إسحق
32. سمير هلال إزريق
33. خليل يوسف رزق
34. نبيل أبو ذياب
35. أيمن وليد صبيح
36. مروان عبد الحميد
37. رياض عبد الهادي مشعل
38. عارف الحسيني
39. يحي السلقان
40. حسن ذياب محمود قاسم
41. حسن حامد حسن عمر
42. ليث اسحق قسيس

### المجلس الثالث (1 أبريل 2024–لا يزال)
1. عدنان سمارة (رئيسًا للمجلس)
2. حسين الأعرج (نائبًا لرئيس المجلس)
3. صفاء ناصر الدين
4. عارف الحسيني
5. رياض عبد الهادي مشعل
6. مروان عبد الحميد
7. عماد الخطيب
8. أيمن صبيح
9. عبد الرازق ماهر النتشة
10. مجدي الصالح
11. بصري أحمد صالح
12. نافذ عساف
13. مجدي حجة
14. ميسون محمد إبراهيم
15. شاكر إبراهيم شاكر زيادة
16. رجاء أحمد محمد جواعدة
17. محمد محمود جابر أبو عيد
18. نهاد معاذ منجد يونس
19. رانية أبو غوش
20. فتحي أبو مغلي
21. رضوان قصراوي
22. إياد طومار
23. عبد الناصر زيد
24. فادي سعيد جاد الله قطان
25. نور الدين أبو الرب
26. مؤيد أبو صاع
27. يوسف أبو زر
28. مي عبد الحافظ المغثة
29. عماد الزير
30. حسين شنك
31. حسام عبد العزيز الرجوب
32. نظام محمود الأشقر
33. علي أحمد عبد الجواد منصور
34. عبد الكريم نزار عبد سهمود
35. نادر حامد عبد الرزاق أبو شرخ
36. أحمد عبد الرؤوف عبد الرحمن عيسى
37. عبد الخالق الفرا
38. عبد الكريم سعيد حسين المدهون
39. ماهر كامل نايف شبير
40. علاء علاء الدين
41. لميس عثمان
42. عبد الغني دحادحة
43. محمد العامور
44. أسامة محمد سليم عمرو
45. نادية حبش
46. حسن حامد عامر
47. بشار ياسين
48. عوض دعيبس